# Немирни (ТВ серија)
Немирни је  српска телевизијска серија из 2023. године, настала по сценарију Данице Николић Николић, у режији Дарка Николића.
Од 13. маја 2023. године се премијерно емитује на каналу Суперстар ТВ, а претходно најављена премијера за 6. мај 2023. је одгођена због тродневне жалости у Србији од 5. до 7. маја.

## Синопсис
Инспекторка Мирна Палигорић истражује убиство медицинског стажисте Младена Воиновића, чији су посмртни остаци ископани на београдском градилишту. Главни осумњичени за убиство је Вукашин Бановић, Младенов ментор са Института за судску медицину, који је нестао чим је откривен леш. Полиција креће у потрагу за Вукашином.
Током истраге, полицијска инспекторка Мирна, прогоњена сопственим немиром, игром случаја разоткрива спрегу државе, тајне службе и криминала. "Систем спојених судова" доводи до неочекиваних и отрежњујућих обрта. Оно што је на површини добија потпуно другачији изглед када се измакне једна коцкица, што све актере приче оставља немирним.

## Улоге
| Глумац                | Улога                              |
| --------------------- | ---------------------------------- |
| Николина Фригановић   | Мирна Палигорић                    |
| Гордан Кичић          | Момчило Бановић                    |
| Страхиња Блажић       | Вукашин Бановић                    |
| Вања Ејдус            | Соња                               |
| Младен Андрејевић     | Милан                              |
| Борис Пинговић        | Небојша Убипарић                   |
| Милан Чучиловић       | инспектор Радован "Раде" Јовановић |
| Маринко Прга          | Драгић                             |
| Дејан Аћимовић        | Сретен Божовић                     |
| Марко Гверо           | Ђура Кецман                        |
| Никола Павловић       | Кристијан Белимарковић             |
| Игор Бенчина          | Ненад и Предраг Петровић           |
| Вукашин Марковић      | Огњен Палигорић                    |
| Изудин Бајровић       | Бранко Соколовић                   |
| Јован Влаовић         | Чомбе                              |
| Љубомир Бандовић      | Радомир Раша Станковић             |
| Милена Предић         | Жаклина Станковић                  |
| Горица Поповић        | Ружа                               |
| Ана Мандић            | Невена Бановић                     |
| Михаило Милидраговић  | Младен Воиновић                    |
| Дамјан Кецојевић      | Будимир Буца Палигорић             |
| Јелена Ступљанин      | Јасна/Милена                       |
| Ваја Дујовић          | Бојана Палигорић                   |
| Радослав Миленковић   | Димитрије Бели Белимарковић        |
| Јанко Поповић Воларић | Никола Величковић                  |
| Александра Јанковић   | Вана                               |
| Миливоје Обрадовић    | Сале Радојевић                     |
| Маја Лукић            | Тијана Јовичевић                   |
| Татјана Венчеловски   | Драгица Јовичевић                  |
| Ненад Гвозденовић     | Веско Јовичевић                    |
| Денис Мурић           | Златан Хаџиславковић               |
| Небојша Дугалић       | Зоран Славуј                       |
| Иван Ђорђевић         | Богдан                             |
| Дејан Тончић          | Милан Ђорђевић "Кими"              |
| Аница Добра           | Светлана Бановић                   |
| Оливера Викторовић    | Љиљана                             |
| Игор Филиповић        | комшија                            |
| Вахид Џанковић        | Шоне                               |
| Вања Јовановић        | Анабела                            |
| Љубиша Милишић        | радник                             |
| Душан Јовановић       | Звер                               |
| Жељко Нинчић          | др. Цонић                          |
| Ђорђе Митровић        | Алекса                             |
| Дубравко Јовановић    | Драган Кузмановић                  |
| Весна Чипчић          | Славица Кузмановић                 |
| Јадранка Селец        | комшиница                          |
| Алиса Лацко           | Гордана                            |
| Павле Пекић           | Макс                               |
| Душан Петковић        | Оливер                             |
| Бора Ненић            | Шонетов отац                       |
| Мирослав Жужић        | Лала                               |
| Милош Влалукин        | Драгољуб Палигорић                 |
| Раде Николић          | Милош                              |
| Срђан Милетић         | Мутави                             |
| Небојша Ђорђевић      | Џони                               |
| Ненад Хераковић       | Дејан Симић "Дебели Деки"          |
| Матија Живковић       | Петар                              |
| Лазар Максић          | полицајац 1                        |
| Боба Стојмировић      | полицајац 2                        |
| Бојана Ђурашковић     | новинарка                          |
| Никола Штрбац         | младић                             |
| Лазар Сакан           | Богданов партнер                   |
| Марко Милошевић       | млади полицајац                    |
| Теодора Бичанин       | плавуша                            |
| Драган Станић         | хакер                              |
| Лука Станковић        | шегрт                              |
| Марко Ивановић        | Иван БИА                           |
| Немања Церовац        | млади Славуј                       |
| Арсеније Миленковић   | млади Бели                         |
| Радивој Милосављевић  | Рале                               |
| Сташа Јефтић          | Боса                               |
| Јелена Пузић          | др. Маја                           |
| Далибор Костић        | дублер Предраг/Ненад               |
| Јуца                  | пас Џеки                           |
| Јелена Благојевић     | девојка на ролерима                |
| Лазар Ђукић           | млади доктор                       |
| Катарина Митровић     | спремачица                         |
| Дејана Миладиновић    | кафе куварица                      |
| Лео Паулке            | Душан, дете                        |
| Лука Остојић          | Вукашин, дете                      |
| Вук Чучиловић         | Кристијан тинејџер                 |
| Тара Лазовић          | Мирна, дете                        |
| Огњен Игњат           | Огњен, дете                        |
| Александар Освалд     | Момчило                            |
| Петар Ћорак           | Кристијан, дете                    |
| Максим Матијашевић    | боксер 1                           |
| Стефан Петровић       | боксер 2                           |

## Епизоде
| Сезона | Сезона | Епизоде | Епизоде | Оригинално емитовање | Оригинално емитовање |
| Сезона | Сезона | Епизоде | Епизоде | Премијера            | Финале               |
| ------ | ------ | ------- | ------- | -------------------- | -------------------- |
|        | 1.     | 12      | 12      | 13. мај 2023.        | 18. јун 2023.        |